# Васильків I
Васильків I (Васильків-Перший) — вузлова залізнична станція 2-го класу Київської дирекції Південно-Західної залізниці на електрофікованій лінії Фастів I — Київ-Волинський між зупинними пунктами Корчі (8 км) та Данилівка (5 км). Від станції відгалужується електрифікована змінним струмом (~25 кВ) у 2021 році лінія до станції Васильків II (завдожки 11 км). Розташована в селищі Калинівка Фастівського району Київської області, за 8 км від міста Василькова.

## Історія
Станція відкрита у 1876 році, до 1929 року мала назву Васильків.
У вересні 2021 року Південно-Західна залізниця оголосила два тендери на електрифікацію дільниці Васильків І — Васильків ІІ. Загальна вартість робіт складає 55,8 млн грн. Відповідно з тендерною документацією, підрядник, крім електрифікації колій, мав замінити стрілочні переводи, сигналізацію, світлофори, облаштувати систему оповіщення пасажирів та відремонтувати платформи на станції Васильків-Центр. Наприкінці листопада 2021 року капітальний ремонт та роботи щодо електрифікації на 11-км дільниці до станції Васильків-Центр вийшов на фінальну стадію. 21 грудня 2021 року був завершений комплекс будівельних робіт на ділянці залізниці Васильків І — Васильків-Центр. Саме в цей день проведені  випробування нової колії та контактної мережі локомотивом ЧС4-077.
29 грудня 2021 року зі станції Васильків-Центр відправлено перший рейс приміського електропоїзда в рамках проєкту «Kyiv City Express» під № 6042 до станції Київ-Пасажирський. Проєкт реалізований впродовж 6 місяців. Наразі, мешканці міста-супутника Києва отримали альтернативу маршруткам та мають можливість дістатися до столиці витрачаючи на дорогу близько 40 хвилин.

## Пасажирське сполучення
На станції працюють каси приміського та міжміського сполучення, де здійснюється продаж квитків на всі пасажирські поїзди. На станції зупиняються приміські електропоїзди напрямку Київ — Фастів I.